# Jakabfalvy Román
Jakabfalvy Román (Miskolc, 1691. december 28. – Eperjes, 1777. február 26.) bölcseleti és teológiai doktor, minorita szerzetes.

## Élete
Húszéves korában lépett a rendbe és felsőbb tudományait végezve, bölcselet- és hittanár volt Bátorban, Kolozsvárt és Egerben; Szegeden és Egerben a rendház főnöke; később az egész magyarországi rendtartományt kormányozta.

## Munkája
- Salesius szent Ferenc Philotheája. Eger, 1731